# きりあえ
きりあえは、新潟県新潟市西蒲区周辺に伝わる郷土料理である。
大根の味噌漬けやゴマ、柚子の皮などをみじん切りにし、砂糖で甘く味付けした和え物で、主に炊いた白米の上にかけて食べる。幕府に搾取されていた江戸時代以前、農家が法要などの行事で白米を食べるときに、白米を隠すように上からかけて食していたことに由来し、現在でも行事の際に振舞われる習慣が残っている。